# مقاطعة إيتون (ميشيغان)
مقاطعة إيتون (بالإنجليزية: Eaton County, Michigan)‏ هي مقاطعة تقع في المنطقة الوسطى الجنوبية من شبه الجزيرة السفلى بولاية ميشيغان في الولايات المتحدة. بلغ عدد سكانها 107759 نسمة في تعداد عام 2010 بحسب بيانات مكتب تعداد الولايات المتحدة وتصل الكثافة السكانية فيها 69 نسمة/كم2. تأسست المقاطعة عام 1837 وسُميت نسبةً إلى وزير الحرب خلال عهد الرئيس أندرو جاكسون جون إيتون.

## وصلات خارجية
- United States Counties